# Ludwik von Schüpf
Ludwik von Schüpf, także Ledewicus de Schiph, Ludwig von Schippe, Schipfe (urodz.?, zm. 1300) – komtur pokramiński w latach 1290–1294, komtur elbląski w latach 1296–1299, mistrz krajowy Prus latach 1299–1300.

## Życiorys
Ludwik urodził się w rodzinie ministeriałów pełniących urząd królewskich cześników na dworze Hohenstaufów. Siedzibą rodową był zamek Schüpf (obecnie Oberschüpf) niedaleko Boxbergu w Górnej Frankonii.
Nie wiadomo kiedy Ludwik von Schüpf wstąpił w szeregi zakonu krzyżackiego. Do Prus przybył w roku 1287 i początkowo związany był z konwentem w Królewcu. Następnie piastował kolejno urząd komtura w Pokarminie i Elblągu. W połowie roku 1299 powołany został na stanowisko mistrza krajowego Prus po rezygnacji Konrada von Bamberga. Urząd mistrza sprawował do śmierci, czyli do roku 1300. Po śmierci pochowany został w katedrze w Chełmży.